# Abrit
Abrit (Bulgaars: Абрит) is een dorp in Bulgarije. Het is gelegen in de gemeente Kroesjari, oblast Dobritsj. Op 31 december 2018 telde het dorp 183 inwoners.

## Geografie
In het noordwesten is er een wegverbinding met het dorp Koriten en in het zuiden via Kroesjari met het districtcentrum Dobritsj.
Er is geen permanente natuurlijke waterstroom in het dorp. Er zijn twee kleine dammen in het dorp: de Zaldapa-dam en de Abrit-dam.

## Bevolking
Net als elders in Bulgarije kampt dit dorp ook met een intensieve bevolkingskrimp. Sinds de val van het communisme is het inwonersaantal gehalveerd.
| Inwonersaantal | 552 | 748 | 758 | 474 | 474 | 339 | 364 | 290 | 205 | 183 |

De bevolking in het dorp is vrij jong: 58 inwoners zijn jonger dan twintig jaar, terwijl 35 inwoners zestig jaar of ouder zijn.

### Bevolkingssamenstelling
De laatste volkstelling werd gehouden op 1 februari 2011. De Bulgaarse Turken vormden toen met 144 personen (ofwel 72%) een meerderheid van de bevolking. Er woonden verder zo’n 35 Roma (17%) en 26 etnische Bulgaren (13%). 

## Economie
Landbouw is de voornaamste bron van inkomsten voor de meeste huishoudens.